# Округ Хјустон (Алабама)
Округ Хјустон (енгл. Houston County) је округ у америчкој савезној држави Алабама. По попису из 2010. године број становника је 101.547. Седиште округа је град Дотан.

## Демографија
Према попису становништва из 2010. у округу је живело 101.547 становника, што је 12.760 (14,4%) становника више него 2000. године.
| Група             | 2000.          | 2010.          |
| Белци             | 64.312 (72,4%) | 69.731 (68,7%) |
| Афроамериканци    | 21.840 (24,6%) | 26.176 (25,8%) |
| Азијати           | 551 (0,6%)     | 820 (0,8%)     |
| Хиспаноамериканци | 1.122 (1,3%)   | 2.995 (2,9%)   |
| Укупно            | 88.787         | 101.547        |